# Saint-Hilaire-la-Plaine
Saint-Hilaire-la-Plaine – miejscowość i gmina we Francji, w regionie Nowa Akwitania, w departamencie Creuse.
Według danych na rok 1990 gminę zamieszkiwało 237 osób, a gęstość zaludnienia wynosiła 21 osób/km² (wśród 747 gmin Limousin Saint-Hilaire-la-Plaine plasuje się na 402. miejscu pod względem liczby ludności, natomiast pod względem powierzchni na miejscu 531.).